# 上甘岭区
上甘岭区是黑龙江省伊春市曾经存在的一个区。上甘岭区与上甘岭林业局实行“政企合一”，实际管辖范围还包括逊克县部分林业施业区。
上甘岭区（林业局）位于伊春市北部小兴安岭腹地，汤旺河中游，南北长84公里，东西宽56公里。面积1461平方千米。总人口2万人（2004年）。
2019年7月，伊春市行政区划调整，撤销上甘岭区，原辖区部分并入新组建的友好区。

## 行政区划
上甘岭区下辖12个类似乡级单位：友好街道、上甘岭镇、双子河镇和铁林镇。
2016年前，上甘岭区还辖有1个街道（红山街道），伊政函【2016】84号文件撤销红山街道办事处，下辖地区由上甘岭区直辖。

## 历史
1952年9月，中国人民解放军林业建设第三师从长江荆江分洪工程竣工后北调开发伊春林区。1953年1月，伊春森工管理局于汤旺河两岸建立一批森工分局，为纪念朝鮮战争中上甘岭战役和红山战役的伟大胜利，命名为上甘岭森林工业分局和红山森林工业分局。1953年8月，两局合并为上甘岭森工局，1958年改称上甘岭林业局。1960年3月，设立上甘岭区，为伊春市辖区。1962年12月，并入双子河区。1964年12月21日，省人民委员会批准，恢复上甘岭区。